# Yocie Yoneshigue
Yocie Yoneshigue Valentin ( 1939) es una ficóloga, botánica, curadora, y profesora nipo-brasileña.
En 1964, obtuvo una licenciatura en Historia natural, por la Universidad de São Paulo, la maestría en Biología Vegetal por la misma casa de altos estudios, en 1971; y, el doctorado por la Universidad del Mediterráneo Aix-Marseille II, en 1985.
Fue investigadora de la Sección Ficología, del Instituto de Botánica de la Universidad Estatal Paulista.

## Algunas publicaciones
- e. Marinho-Soriano, e. Pinto, nair s. Yokoya, p. Colepicolo, v.l. Teixeira, y. Yoneshigue. 2012. New insights on algal products and bioprospection in Brazil. Pharmaceutical, cosmetic and public health applications. Revista Brasileira de Farmacognosia 22: 1
- angélica r. Soares, marcela c.s. Robaina, gabriella s. Mendes, thalia s.l. Silva, lísia m.s. Gestinari, odinéia s. Pamplona, yocie Yoneshigue, Carlos r. Kaiser. 2012. Antiviral activity of extracts from Brazilian seaweeds against herpes simplex virus. Rev. Brasileira de Farmacognosia 22: 714-723
- joel c. De-Paula, diana Negrão Cavalcanti, yocie Yoneshigue, valéria Laneuville Teixeira. 2012. Diterpenes from marine brown alga Dictyota guineensis (Dictyotaceae, Phaeophyceae). Rev. Brasileira de Farmacognosia 22: 736-740
- daniela r.p. Fernandes, vanessa s. Caetano, márcio m.b. Tenório, fernanda Reinert, yocie Yoneshigue. 2012. Characterization of the photosynthetic conditions and pigment profiles of the colour strains of Hypnea musciformis from field-collected and in vitro cultured samples. Rev. Brasileira de Farmacognosia 22: 753-759
- gabriella da Silva Mendes, isolda c. Bravin, yocie Yoneshigue, nair sw. Yokoya, maria t. Villela Romanos. 2012. Anti-HSV activity of Hypnea musciformis cultured with different phytohormones. Rev. Brasileira de Farmacognosia 22: 789-794
- patricia Miloslavich, eduardo Klein, juan m. Díaz, lucia Campos, felipe Artigas, julio Castillo, pablo Penchaszadeh, Neill, paula e. Neil, yocie Yoneshigue, luiz Gamboa, alberto Martín. 2011. Marine Biodiversity in the Atlantic and Pacific Coasts of South America: Knowledge and Gaps. Plos One 6: 14631

## Premiosy reconocimientos
- 2012: Medalla Almirante Tamandaré, Marinha do Brasil
- 2011: se inaugura el Laboratorio de Biología Molecular Profª. Yocie Yoneshigue Valentin, Univ. Federal de Río de Janeiro, Núcleo em Ecologia e Desenvolvimento Sócio-ambiental
- 2010: Honra al Mérito, Conselho Regional de Biología da 2 região RJ/ES
- 2008: Premio en la categoría Ciencia Aplicada al Agua. Fundação Conrado Wessel
- 2006: Premio Aylthon Brandão Joly (concedido a Joel Campos De Paula, orientando de Yocie Yoneshigue Valentin), Sociedad Brasileña de Ficología
- 1991: Premio de la Sociedad Brasileña de Ficología

## Membresías
- de la Sociedad Brasileña de Ficología[6]
- de la Sociedad Internacional de Ficología[7]
- de la Sociedad Botánica del Brasil[8]
- Coordinadora de la Red Sudamericana de Biodiversidad Marina Antártica (BioMAntar)[9]
- del Comité de Ciencias del Mar

## Revisiones y ediciones
- 2006 - actual, Periódico: Oecologia Brasiliensis[9]